# Schloss Walterskirchen

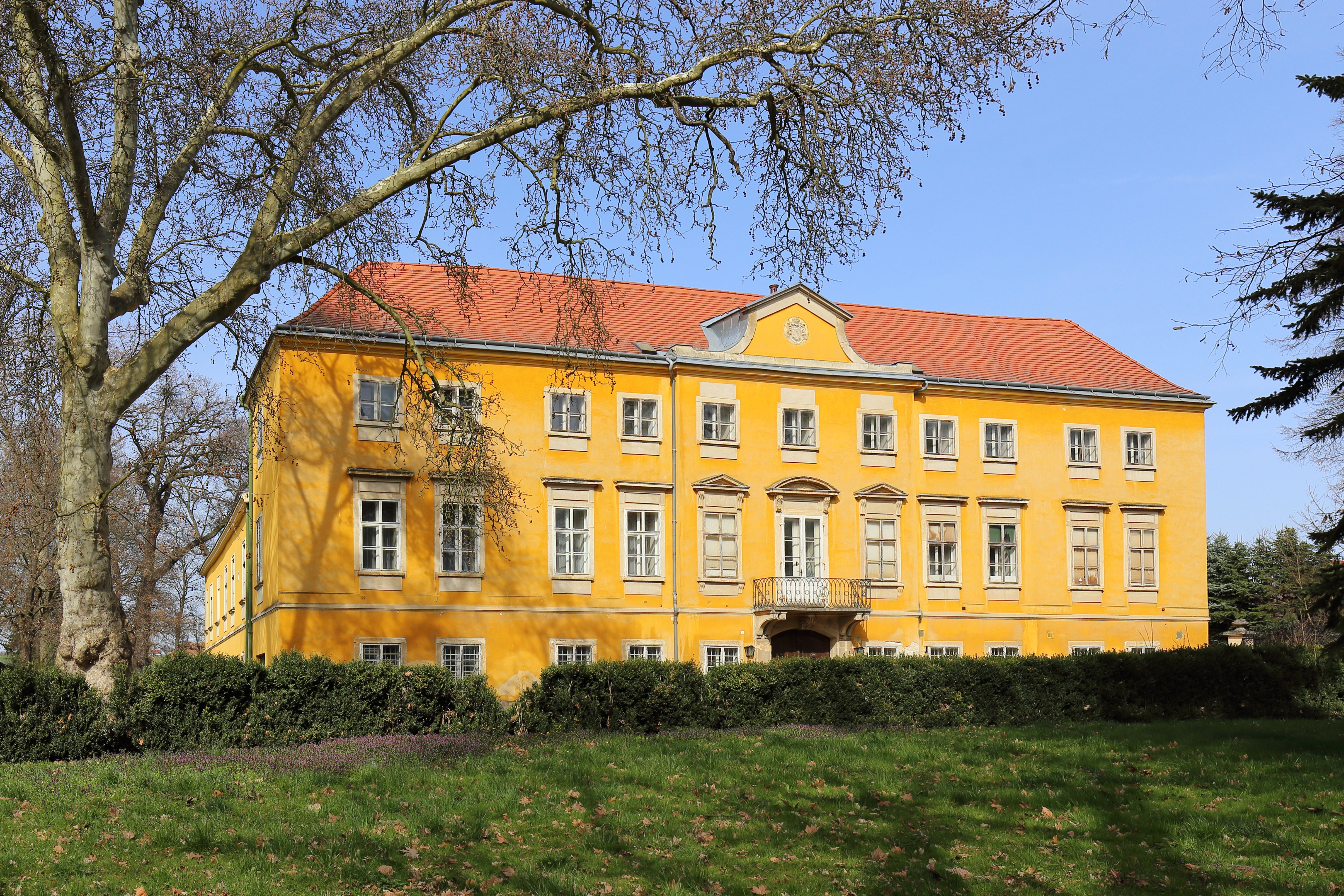
Haupt- bzw. Südtrakt mit einer Fassade um 1800

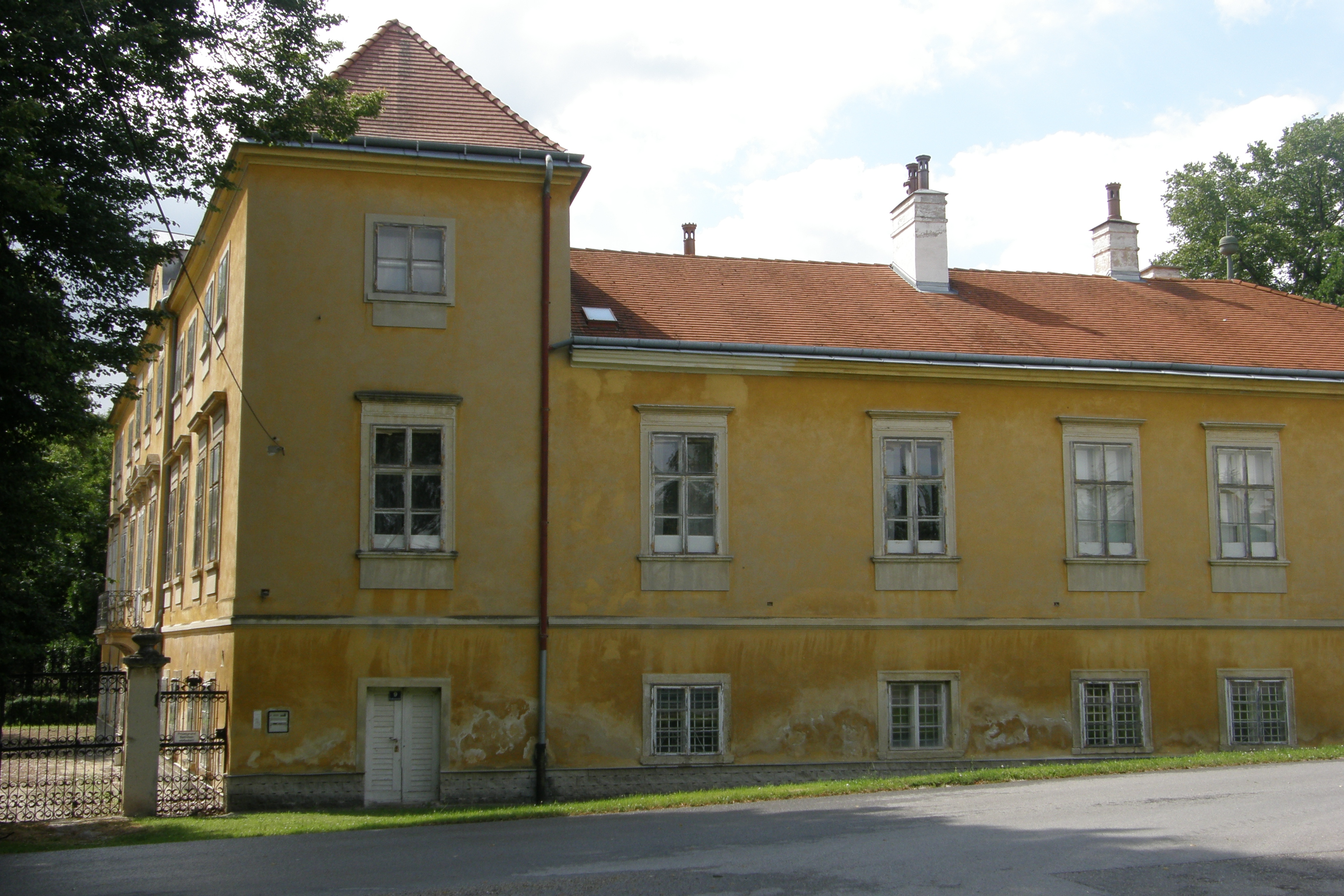
Ostansicht des Schlosses

Das Schloss Walterskirchen, nach seinen heutigen Besitzern auch Schloss Coburg genannt, ist eine denkmalgeschützte Vierflügelanlage in barockem Stil, die 1683 unter Verwendung eines mittelalterlichen Mauerkerns im Nordwestteil errichtet wurde. Im späten 18. und im 19. Jahrhundert kam es zu kleineren Umbauten. Das Schloss liegt inmitten einer Parkanlage nördlich des Ortes Walterskirchen in Niederösterreich. Ein Anwesen an diesem Ort wird 1249 erstmals urkundlich erwähnt. 

## Geschichte
Die im Weinviertel lebenden Herren von Walterskirchen waren Gefolgsleute der Edelfreien von Asparn. Nach deren Aussterben wurden sie Ministeriale der Landesfürsten. 1217 kam die Lehenshoheit über den damaligen Meierhof an das Domkapitel von Passau, bald danach war es landesfürstliches Lehen, das an Otto von Walterskirchen vergeben wurde. Dieser war seit 1241 Kämmerer des Herzogs Friedrich II. des Streitbaren und kämpfte für ihn gegen den Salzburger Erzbischof. Unter anderem wurde auch die Burg von Traismauer von ihm zerstört. Sein Bruder Konrad stand nach Friedrichs Tod auf der Seite König Ottokars II. und verwaltete als Burggraf für ihn 1271/72 die Burg Mödling. 1332 gelangte Walterskirchen als Pfand an die Brüder Heinrich und Leutold von Hagenberg. 1377 wurde die Pfandschaft an Ladislaus Hering vergeben, der sie 20 Jahre später als Lehen erhielt. 1423 und 1455 werden die Dechsner als Lehensträger erwähnt. Im späteren 15. Jahrhundert zerstörten Truppen des ungarischen Königs Matthias Corvinus die Burg. Kaiser Friedrich III. verlieh die Teilruine 1480 an Andreas Stockhorner. Dieser dürfte sie wieder aufgebaut haben, trat sie aber 1501 seinem auf Staatz sitzenden Vetter Andre ab. Im 16. Jahrhundert saßen hier die Familie von Lembach, Oswald von Eitzing, Erasmus Spanovsky und ab 1577 Eustach von Althann. 1655 wurde Walterskirchen freies Eigen. Es folgten die Familien Gera und Weißenwolf. Im Dreißigjährigen Krieg wurde die Burg 1645 niedergebrannt. 1666 übernahm Ferdinand Freiherr von Hohenfeld die Herrschaft. Sein Sohn ließ das heutige Schloss errichten. 1733 erwarben die Grafen Koháry das Gut. Franz Josef Kohary wurde 1815 in den Fürstenstand erhoben. Nach seinem Tod 1826 gelangte Walterskirchen an seine Tochter Maria Antonia und ihren Ehemann, Ferdinand Georg von Sachsen-Coburg. Es ist bis heute im Familienbesitz des Hauses Sachsen-Coburg-Koháry.

## Bau
Der dreigeschoßige Haupttrakt im Süden und die zweigeschoßigen Nebentrakte haben schlichte Fassaden. Die Fenster der Nord- und Osttrakte verfügen teilweise über Sohlbänke aus dem 17. Jahrhundert. Die Südfassade mit Plattendekor wurde um 1800 geschaffen. Ein seichter, dreiachsiger Mittelrisalit wird von einem Blendgiebel mit Wappenkartusche bekrönt. Durch ein Segmentbogenportal in Rechteckrahmung unter einem Balkon auf Doppelkonsolen ist die Anlage von dieser Seite aus zugänglich. Die Fenster des Südtrakts haben giebelige Verdachungen. Die Hoffassaden im Westen, Osten und Norden sind zweigeschoßig und verfügen über einen Arkadengang auf Pfeilern mit Wulstkapitellen vom Ende des 17. Jahrhunderts. Darüber liegt eine Loggia mit Flachdecke, die wahrscheinlich im 19. Jahrhundert erbaut wurde. Ebenfalls aus dem 19. Jahrhundert stammt das mächtige, vorgezogene Treppenhaus des Südflügels. Im Erdgeschoß gibt es Platzl- und Kreuzgratgewölbe; im Obergeschoß Flachdecken mit schlichten Stuckspiegeln und einen Festsaal im Ostflügel. In der Nordostecke erhebt sich ein Stiegenaufgang mit Stichkappentonne – möglicherweise ein ehemaliger Turm aus dem 16. Jahrhundert.

## Nebengebäude
Östlich des Schlosses befinden sich die Wirtschaftsgebäude aus dem 17. und 18. Jahrhundert, die einen weiten, annähernd quadratischen Hof umschließen. Die ein- und zweigeschoßigen Gebäude haben weite Kreuzgrat- und Stichkappengewölbe mit angeputzten Graten und Platzgewölbe über Gurtbögen. Ebenfalls östlich des Schlosses lag bis zum Abbruch im September 2015 ein zweigeschoßiger Schüttkasten mit hohem Satteldach. Er hatte an der Westseite ein Sattelbogenportal, das im Keilstein die ehemalige Bezeichnung „17..“ trug. Fenster und Türen verfügten über Steingewände. 

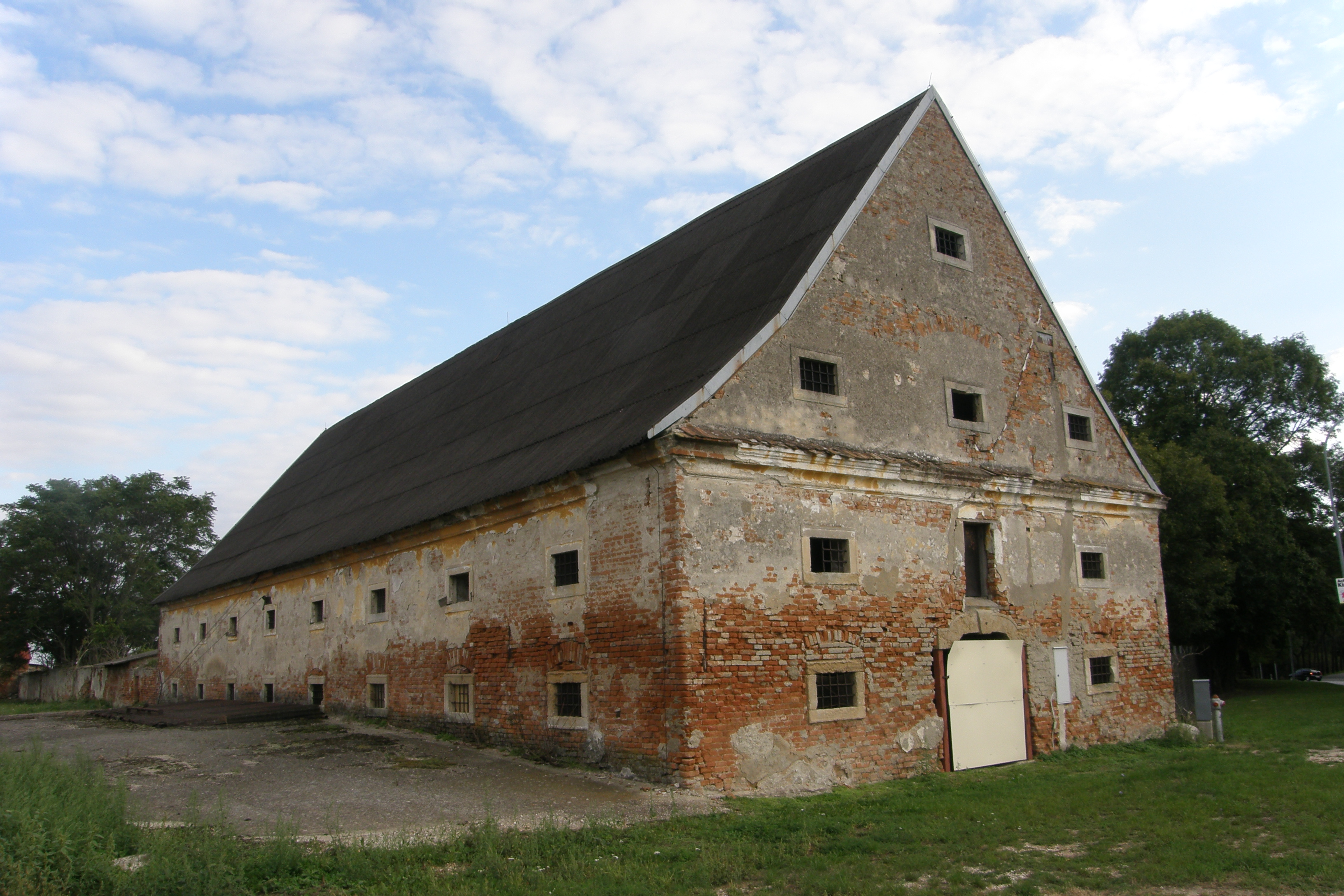
Schüttkasten
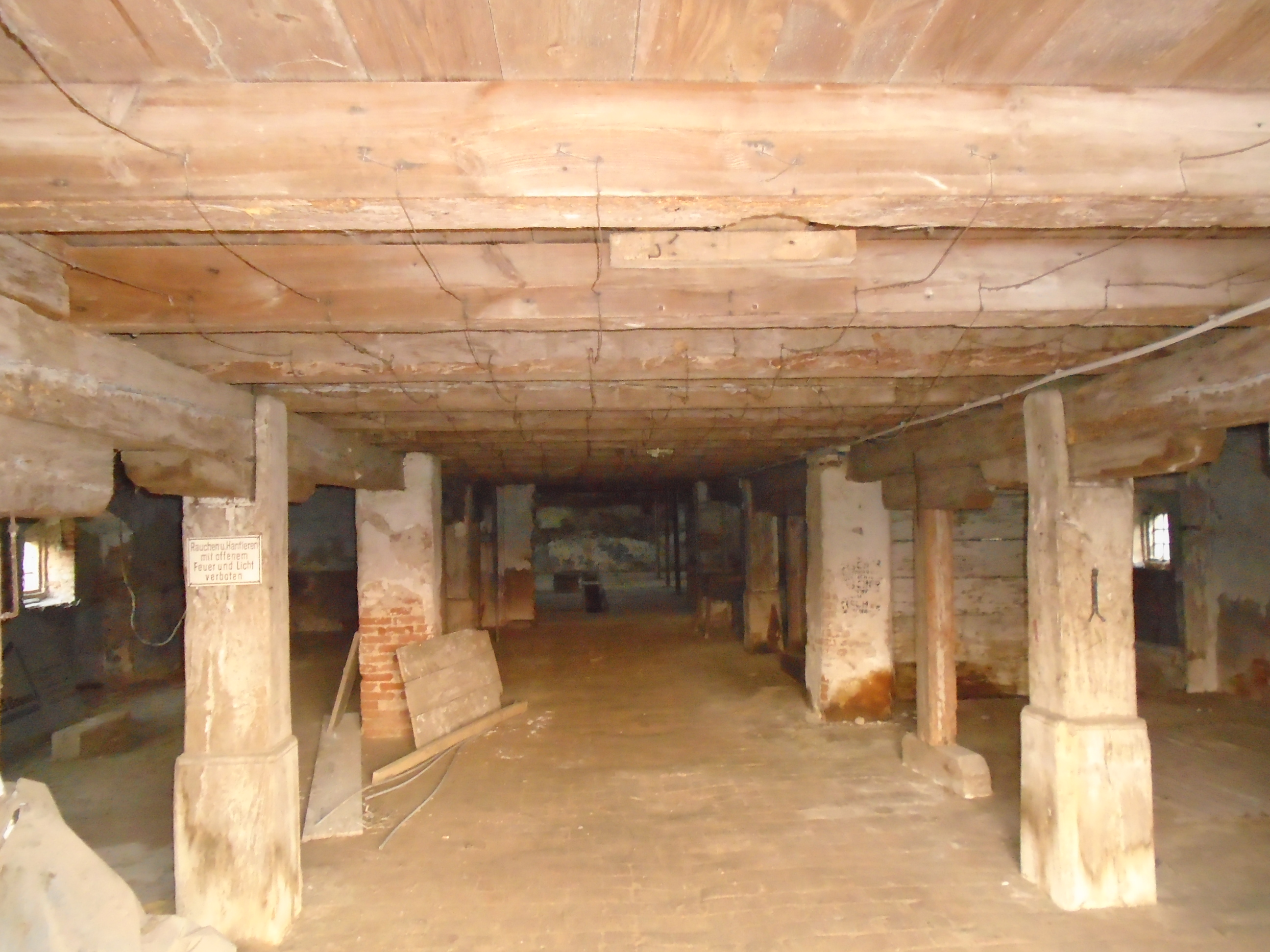
Innenaufnahme vom Schüttkasten
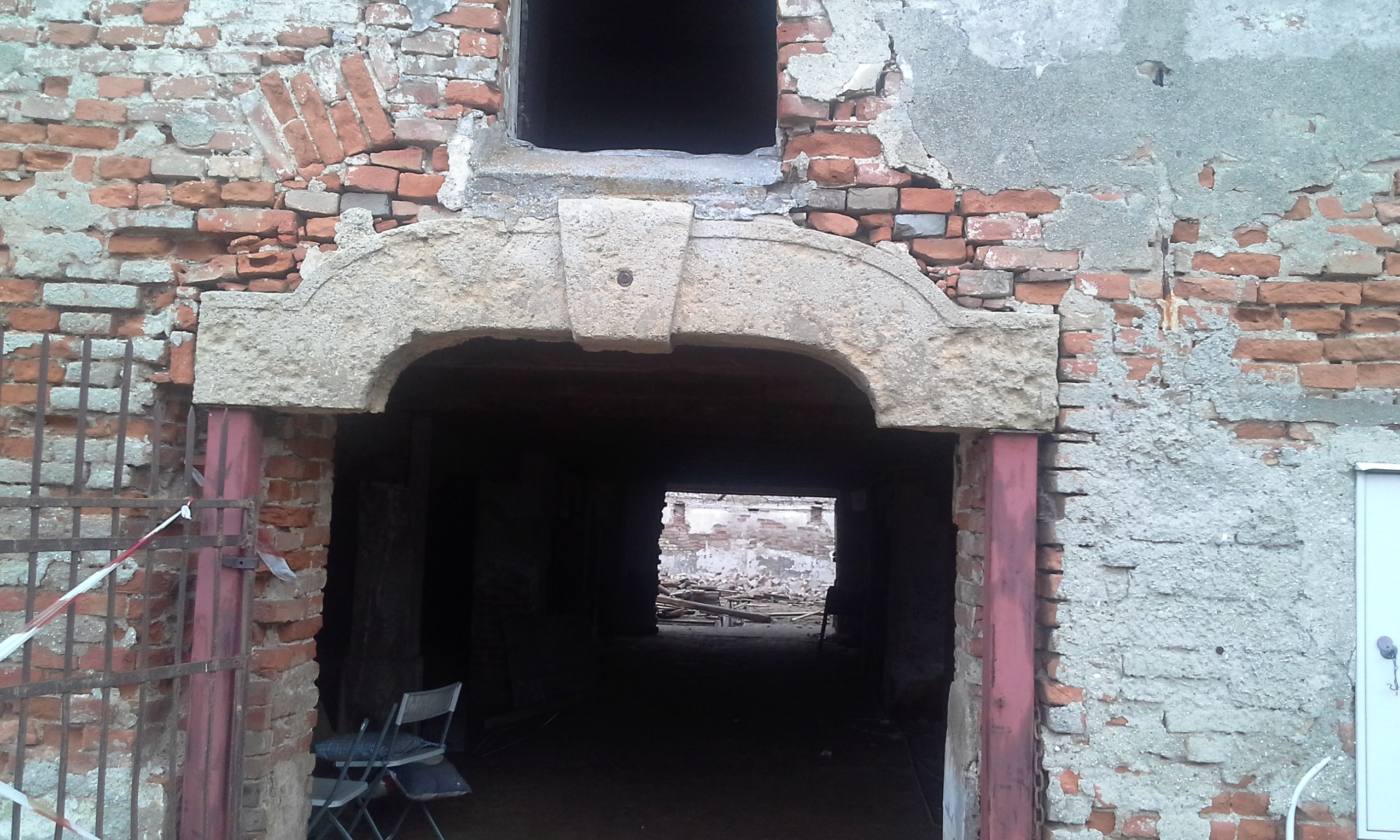
Das Sattelbogenportal
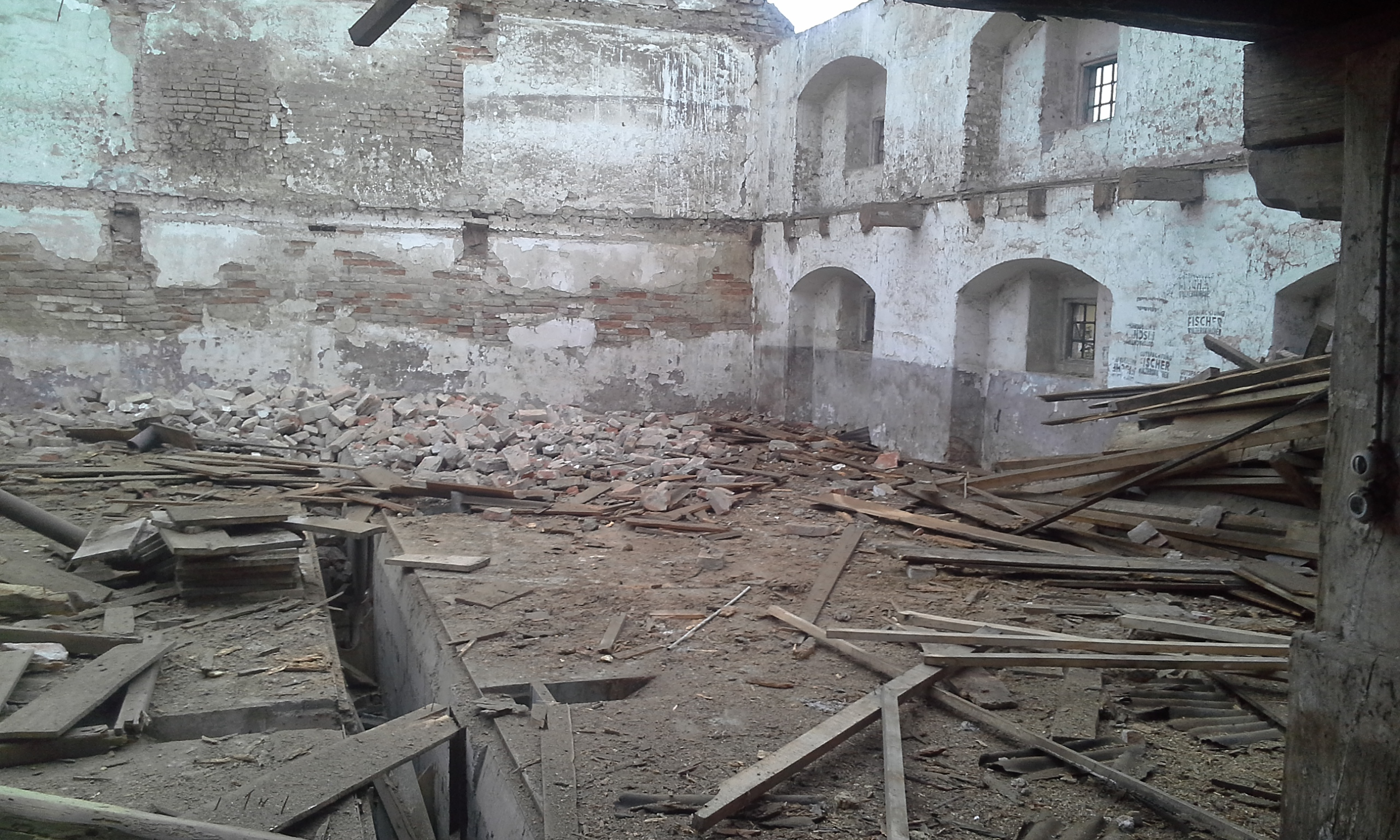
Abbruch
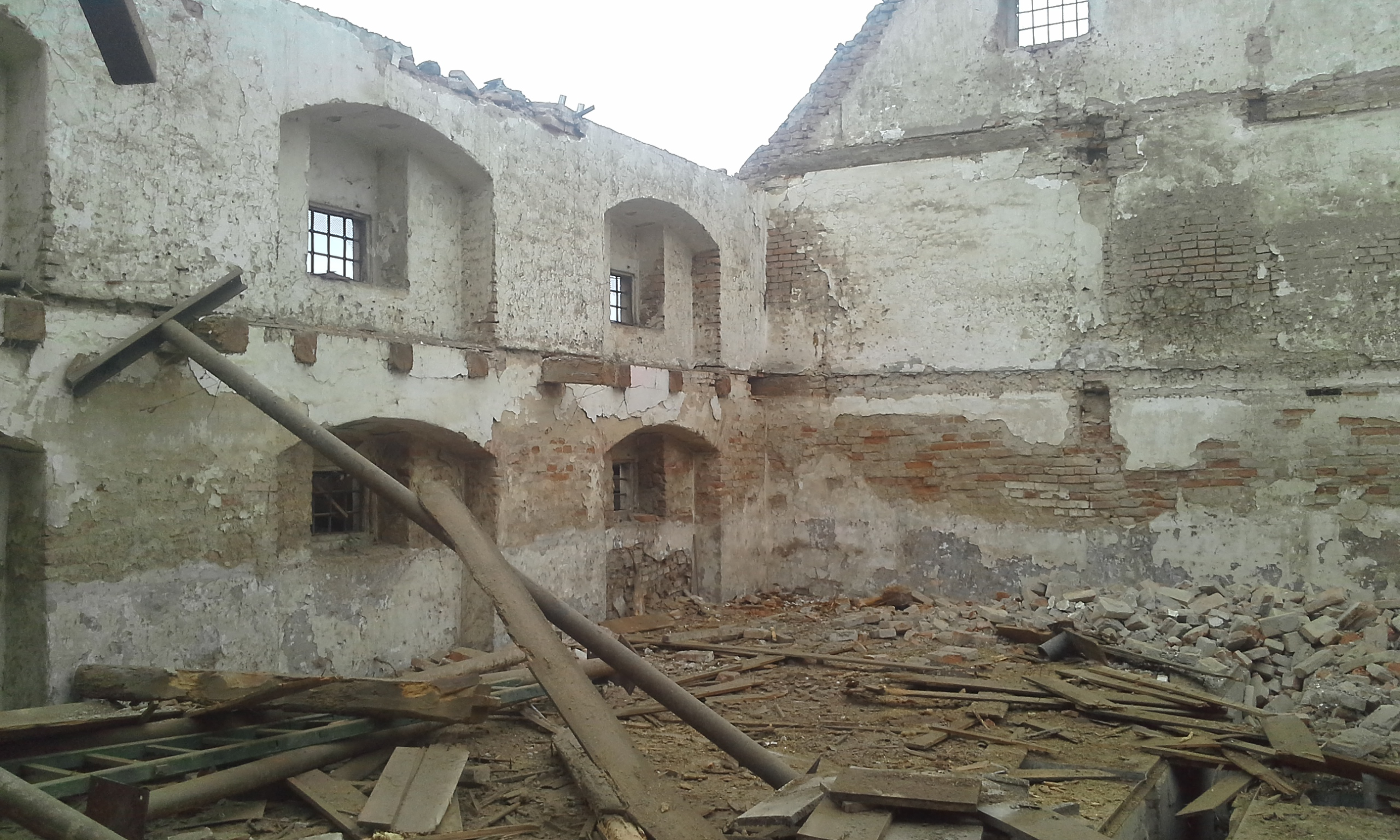
Abbruch
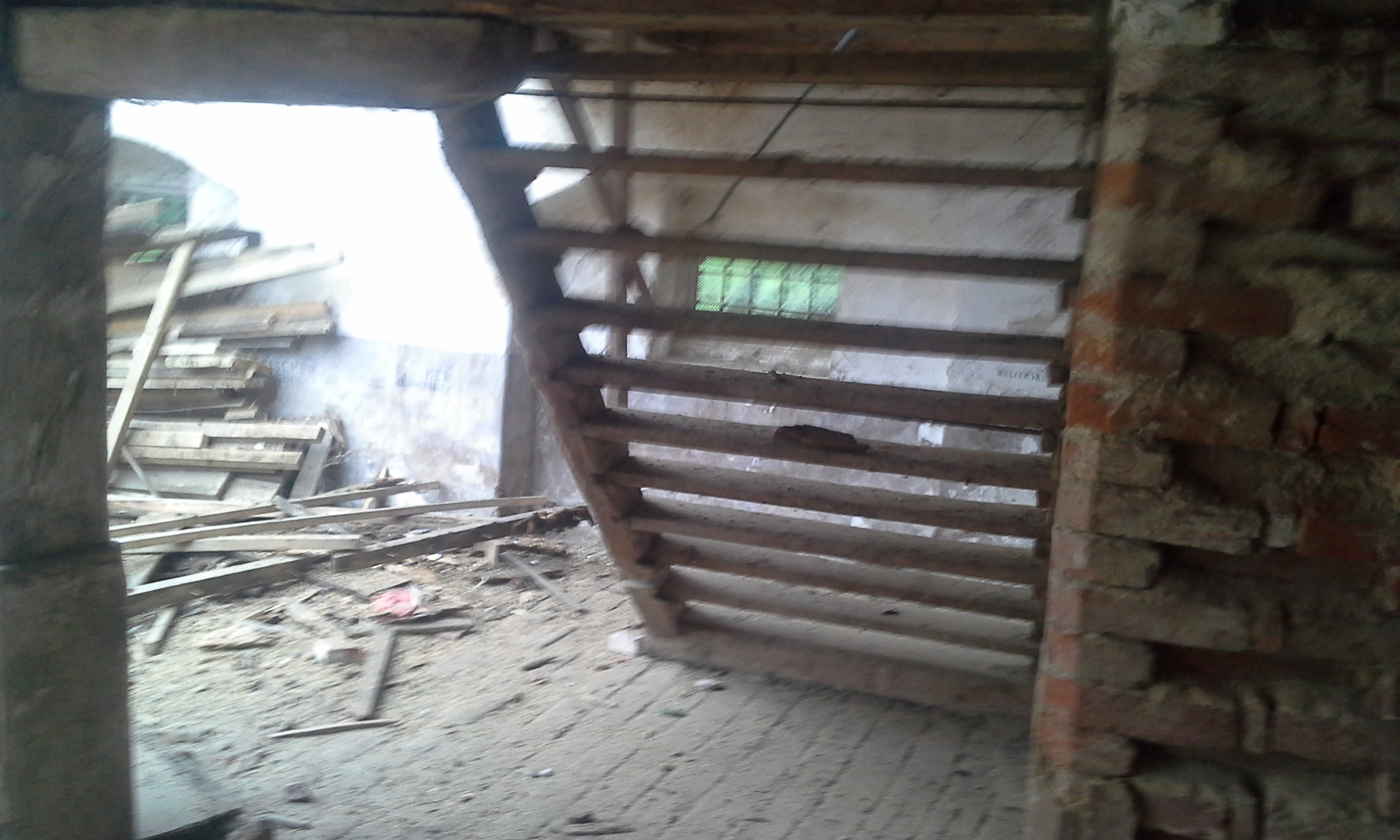
Treppe
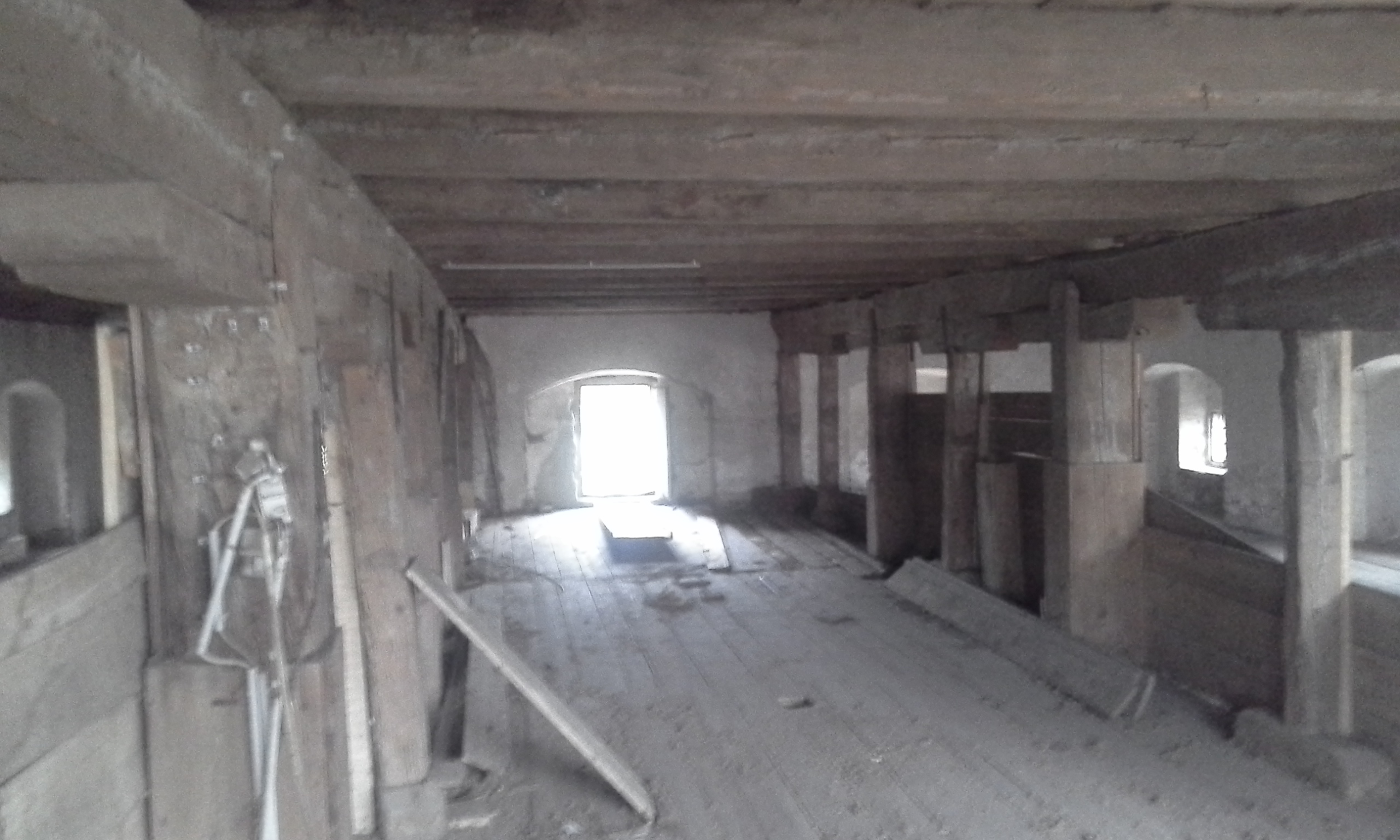
1. Stock